# Maia Kobabe

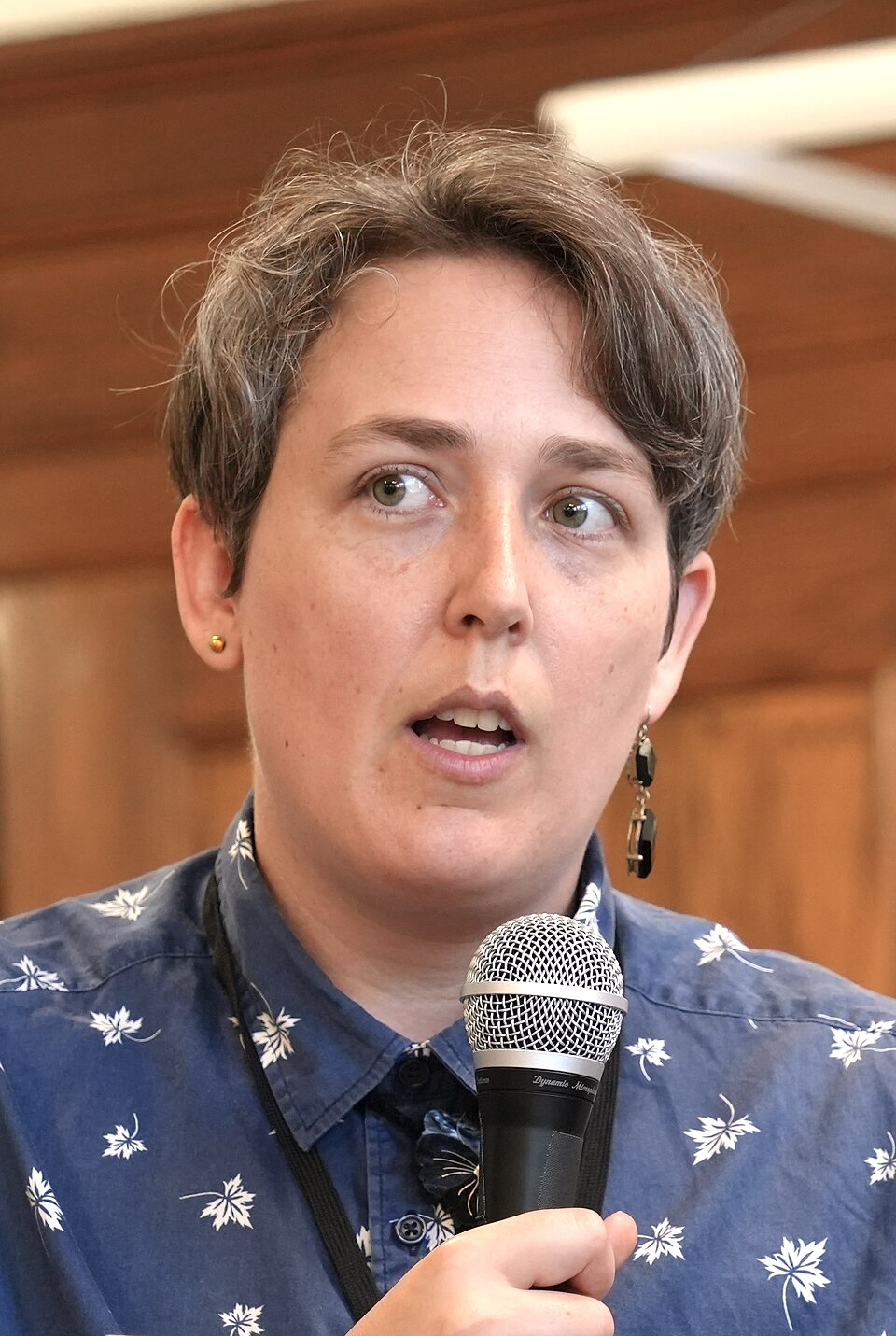
Maia Kobabe, 2025

Maia Kobabe (* 1989 in der San Francisco Bay Area, Kalifornien) ist durch die Autobiografie Genderqueer bekannt geworden. Kobabe gilt als einflussreiche Figur der Queer-Literatur und setzt sich für die Sichtbarkeit und Rechte
nicht-binärer Menschen ein.

## Leben
Kobabe wuchs im ländlichen Nordkalifornien auf. Die Eltern legten wenig Wert auf traditionelle Konventionen, was Maia und den Geschwistern ein freies und naturverbundenes Aufwachsen ermöglichte. Trotz der unterstützenden Umgebung fühlte sich Kobabe aufgrund der bei der Geburt bestimmten biologischen Geschlechts eingeschränkt. Bereits in jungen Jahren begann Kobabe, die eigene geschlechtliche Identität zu hinterfragen, was zu innerer Verwirrung und Herausforderungen führte. Nach dem Erwerb eines Masters im Comic-Zeichnen zog Kobabe nach San Francisco. Kobabe identifiziert sich als nicht-binär und asexuell. Die Identität wird in der Autobiografie Genderqueer offen dargelegt.

## Wirken
Kobabe wurde vor allem durch die 2019 in den USA veröffentlichte Graphic Novel Genderqueer – Eine nichtbinäre Autobiografie bekannt. Das Werk des Genres Young Adult erzählt die persönliche Suche nach geschlechtlicher und sexueller Identität. Die Mischung aus realistischen und surrealistischen Zeichnungen sowie die einfühlsame Erzählweise machten Genderqueer zu einer der erfolgreichsten Comicautobiografien in den Jahren nach der Veröffentlichung. 2020 erhielt das Buch von der American Library Association den Stonewall Honor Award und den Alex Award. Das Buch wurde in den USA zu einem zentralen Angriffsziel konservativer Kreise und erreichte mehrfach den ersten Platz der meistzensierten Bücher. 2024 erschien das Buch auch in Deutschland im Reprodukt-Verlag. Mit dem Werk leistet Kobabe einen Beitrag zur Aufklärung über nicht-binäre Identitäten und fördert das Verständnis und die Akzeptanz innerhalb der Gesellschaft. Kobabes Ziel war es, insbesondere Eltern und junge Menschen zu erreichen und ihnen eine Stimme und Sichtbarkeit zu bieten.